# Bedsted KFUM
Bedsted KFUM est un club danois de volley-ball fondé en 1952 et basé à Bedsted, évoluant pour la saison 2019-2020 en 1. division kvinder.

## Effectifs

### Saison 2019-2020
| No                                       | Nom                                      | Date de naissance                        | Taille                         | Poids                          | Poste                          |
| ---------------------------------------- | ---------------------------------------- | ---------------------------------------- | ------------------------------ | ------------------------------ | ------------------------------ |
| 1                                        | Lise Bisgaard                            | 2 mai 1992                               | 181                            | 78                             | Réceptionneuse-attaquante      |
| 2                                        | Louise Veje Dahlgaard                    | 29 janvier 1995                          | 172                            |                                | Passeuse                       |
| 3                                        | Jannie Bøgedal Vangsgaard                | 20 août 1987                             | 170                            |                                | Attaquante                     |
| 4                                        | Dorte Amby Pinholt                       | 15 février 1988                          | 178                            |                                | Réceptionneuse-attaquante      |
| 6                                        | Kira Kopp Mortensen                      | 24 septembre 1991                        | 180                            |                                | Centrale                       |
| 8                                        | Karen Rask Eriksen                       | 10 septembre 1980                        | 173                            |                                | Réceptionneuse-attaquante      |
| 10                                       | Line Lauritsen                           | 19 juin 1995                             | 176                            |                                | Attaquante                     |
| 11                                       | Helene Rask Eriksen                      | 7 juin 2004                              | 171                            | 59                             | Réceptionneuse-attaquante      |
| 12                                       | Emilie Kjær Christensen                  | 18 juillet 2001                          | 187                            | 75                             | Réceptionneuse-attaquante      |
| 14                                       | Maria Damgaard Petersen                  | 17 septembre 1991                        | 173                            |                                | Libero                         |
| 15                                       | Julie Søe Pedersen                       | 22 juillet 2001                          | 173                            |                                | Libero                         |
| 16                                       | Signe Eriksen                            | 16 juillet 1987                          | 171                            |                                | Réceptionneuse-attaquante      |
|                                          |                                          |                                          |                                |                                |                                |
| Encadrement technique                    | Encadrement technique                    |                                          | Légende                        | Légende                        | Légende                        |
| Entraîneur : Preben Dahlgaard            | Entraîneur : Preben Dahlgaard            | Entraîneur : Preben Dahlgaard            | : Capitaine                    | : Capitaine                    | : Capitaine                    |
| Entraîneur(s) adjoint(s) : Flemming West | Entraîneur(s) adjoint(s) : Flemming West | Entraîneur(s) adjoint(s) : Flemming West | : Joueuse blessée actuellement | : Joueuse blessée actuellement | : Joueuse blessée actuellement |